# Brzyszczki
Brzyszczki – część miasta Jasło, do 1977 samodzielna wieś. Leży na wschód od centrum miasta, w okolicy ulicy o nazwie Brzyszczki.

## Historia
Dawniej wieś i gmina jednostkowa w powiecie jasielskim, za II RP w woј. krakowskim. W 1934 w nowo utworzonej zbiorowej gminie Jasło, gdzie utworzyła gromadę.
Podczas II wojny światowej w gminie Jaslo w powiecie Jaslo w dystrykcie krakowskim (Generalne Gubernatorstwo). Liczyła wtedy 760 mieszkańców.
Po wojnie znów w gminie Jasło w powiecie jasielskim, w nowo utworzonym województwie rzeszowskim. Jesienią 1954 zniesiono gminy tworząc gromady. Brzyszczki weszły w skład nowo utworzonej gromady Brzyszczki, gdzie przetrwały do końca 1972 roku, czyli do kolejnej reformy gminnej.
1 stycznia 1973 ponownie w gminie Jasło. Od 1 lipca 1975 w województwie krośnieńskim.
1 lutego 1977 Brzyszczki (227 ha) włączono do Jasła (mniejszą część Brzyszczek, 48 ha, do Jasła włączono już 31 grudnia 1961).